# Marshalleilands honkbalteam

Vlag van de Marshalleilanden.

Het honkbalteam van de Marshalleilanden is het nationale honkbalteam van de Marshalleilanden. Het team vertegenwoordigt de eilandengroep tijdens internationale wedstrijden. Het honkbalteam hoort bij de Oceanische Honkbal Confederatie (BCO).